# Seulawah Agam
Le Seulawah Agam, en indonésien Gunung Seulawah Agam, en aceh Gunong Seulawah Agam, est un volcan d'Indonésie situé à Sumatra.